# ادم کیلی
ادم کیلی (به انگلیسی: Adam Kili) در پاکستان است که در مناطق قبیله‌ای فدرال واقع شده‌است.

## خصوصیات
ادم کیلی ۶۴۶ متر بالاتر از سطح دریا واقع شده‌است.